# Operation Boatswain
Die Operation Boatswain (übersetzt etwa Unternehmen Bootsführer) war eine fehlgeschlagene gemeinsame Operation der britischen Special Operations Executive mit der zionistischen Palmach am 18. Mai 1941 gegen Ölanlagen im Hafen von Tripoli.

## Unternehmen
Das Mandatsgebiet Palästina war durch die Niederlage Frankreichs und den Vormarsch der Achsenmächte nach Ägypten im Afrikafeldzug exponiert. Die deutsche und italienische Luftwaffe hatte Anfang Mai Kräfte zur Unterstützung der Putschisten im Irak entsandt. Die Briten fürchteten, dass deutsche Luftangriffe aus Syrien erfolgen könnten, die auf die Treibstoffversorgung aus dem französischen Mandatsgebiet Libanon angewiesen wären.
Am 18. Mai startete ein Kommandounternehmen mit dem kleinen Küstenwachboot Sea Lion von Haifa aus. Unter dem Kommando von Major Anthony Palmer (Special Operations Executive) sollten zusammen mit 23 Palmach-Kämpfern die von senegalesischen Truppen des Vichy-Regime bewachten Ölanlagen in Tripoli angegriffen werden. Von dem Kommando kam noch ein Funkspruch, dass 60 Meilen von Haifa keine Probleme aufgetreten wären. Dann brach der Kontakt ab und bis heute ist unklar, weshalb das Unternehmen scheiterte.
Als Erklärung für das spurlose Verschwinden werden diverse Möglichkeiten in Betracht gezogen. Ein U-Boot-Angriff, eine Explosion des Sprengstoffes, Überladung der Sea Lion, schlechtes Wetter oder dass das Kommando abgefangen und alle Mitglieder getötet wurden.

## Erinnerung

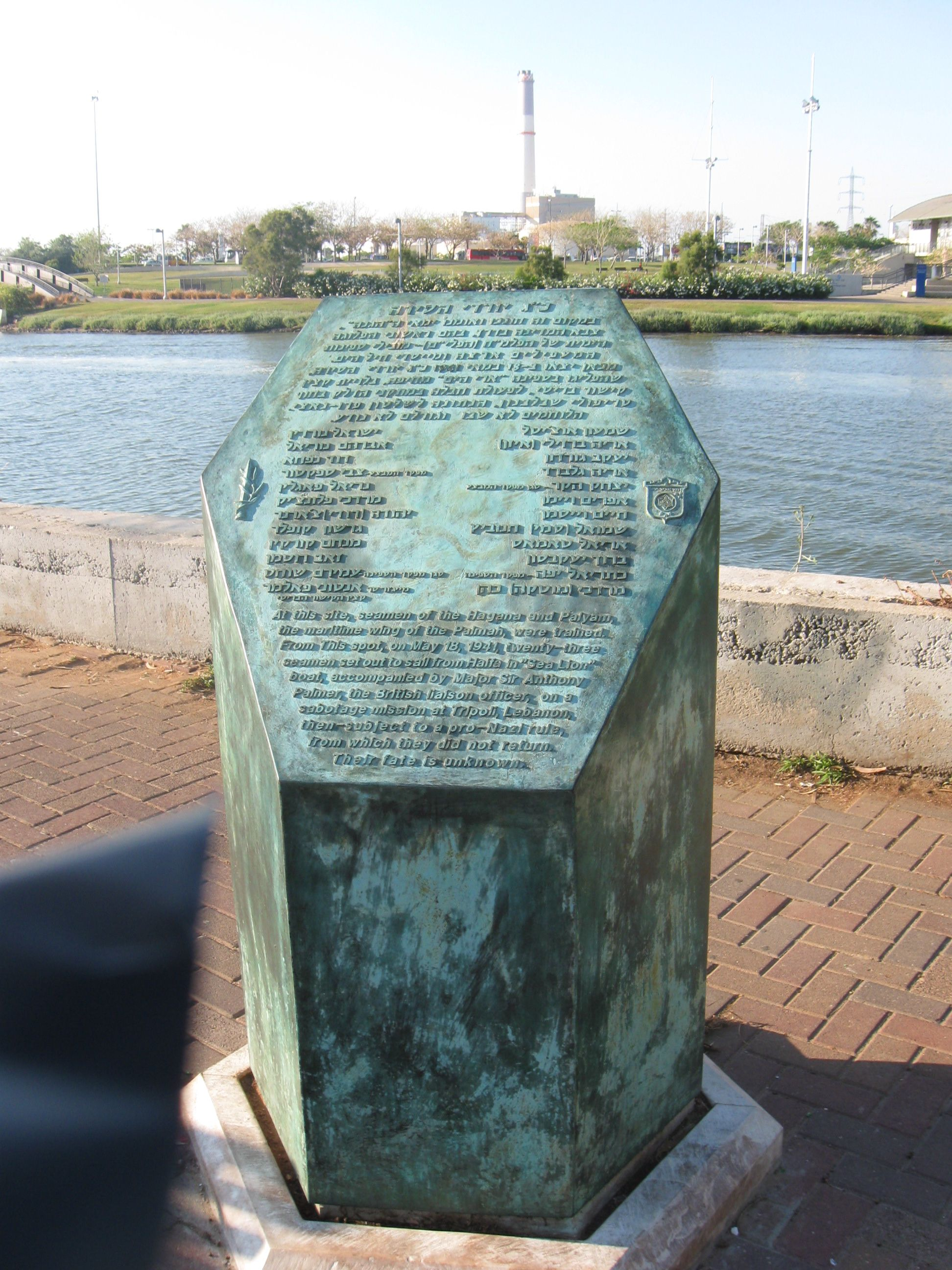
Denkmal der „23“ am Fluss Yarkon in Tel Aviv

Zunächst verheimlichte die Palmach die fehlgeschlagene Operation.
In Brookwood Cemetery, wo zunächst nur des britischen Kommandoführers gedacht worden war, wurden 75 Jahre nach dem Fehlschlag auch die 23 jüdischen Kommandomitglieder als ausländische Freiwillige auf dem Gedenkstein aufgenommen. In Israel wird an zahlreichen Stellen der „Kaf-Gimmel Yordei Hasira“ (Die 23, die mit dem Schiff untergingen) erinnert. Der Verlust der „23“ gehört zum Gründungsmythos des israelischen Staates.